# Cookeville
Cookeville – miasto w środkowej części Stanów Zjednoczonych, w stanie Tennessee. Miasto ma ok. 30 tys. mieszkańców, obszar metropolitalny ok. 100 tys. mieszkańców. Jest siedzibą hrabstwa Putnam.